# Dobrosloveni
Dobrosloveni is een Roemeense gemeente in het district Olt.
Dobrosloveni telt 3933 inwoners.